# Cleto Rojas Páucar
Cleto Marcelino Rojas Páucar es un educador y político peruano. Fue es consejero regional de Ica por la provincia de Pisco entre el 2019 y el 2022. Fue alcalde del distrito de San Clemente entre 2007 y 2010 y regidor de ese mismo distrito entre 1996 y 1998, cargo que ha vuelto a ocupar en la actualidad.

## Biografía
Nació en Pisco, Perú, el 26 de abril de 1959, hijo de Vicente Rojas Huanaco y Clara Páucar Nina. Cursó sus estudios primarios en el distrito de San Clemente y los secundarios en la ciudad de Pisco. Entre 1980 y 1987 cursó estudios superiores de educación en la Universidad Nacional San Luis Gonzaga de Ica. Entre 1994 y 1996 cursó, en la misma universidad, la maestría en educación con mención en matemáticas.
Su primera participación política se dio en las elecciones municipales de 1995 cuando fue elegido como regidor del distrito de San Clemente. En las elecciones municipales de 1998 tentó la alcaldía de ese distrito pero fueron anuladas. En las elecciones complementarias de 1999 se presentó, entonces, como candidato a regidor de la provincia de Pisco resultando elegido. Tentó nuevamente la alcaldía de San Clemente sin suerte en las elecciones municipales del 2002. Fue elegido para ese cargo en las elecciones municipales del 2006 por el movimiento "Arriba Pisco" con el 28.141% de los votos. Durante su gestión enfrentó un procedimiento de revocatoria promovida por el ciudadano William Augusto Aquije Ramos en el que fue removido cerca de un tercio del consejo distrital. No se consiguió el número de votos para revocar a Rojas Páucar de su mandato por lo que continuó el mismo hasta su final. Tentó su reelección en 2010 y 2014 sin éxito. En las elecciones regionales de 2018 fue candidato del Movimiento Regional Obras por la Modernidad para el Consejo Regional por la provincia de Ica resultando elegido. En 2022, fue elegido nuevamente como regidor distrital de San Clemente.